# Автобан A72 (Німеччина)
Федеральний автобан A72 (A72, нім. Bundesautobahn 72)  — німецький автобан, також відомий як Фогтланд автобан, пролягає від A9 на розв'язці автобану Баварський Фогтланд біля Хофа, спочатку як європейський маршрут 441 у східному напрямку до перехрестя автобану Хемніц з A4 і далі на північ майже до A38 на майбутній Лейпциг- Розв'язка автобану Південь. Очікується, що розрив довжиною 7,2 км, який існуватиме в 2022 році, починаючи з перехрестя Еспенхайн-Північ, буде будуватися до 2026 року.
Розв'язка лежить на території муніципалітетів Зельбіц і Кедіц у верхньофранконському районі Гоф. Навколишні громади Лойпольдсгрюн і Берг у Верхній Франконії. Це приблизно 45 км на північ від Байройта, приблизно 10 км на захід від Гофа та приблизно 100 км на південний захід від Хемніца.
Найближчі природні парки — Франкенвальд у Баварії та Тюрінгський Ширфергебірге/Обере-Заале.
Розв'язка отримав свою назву від баварського регіону Фогтланд.
Розв'язка автобану Баварський Фогтланд має виїзди номер 33 на A9 і номер 1 на A72.

## Маршрут

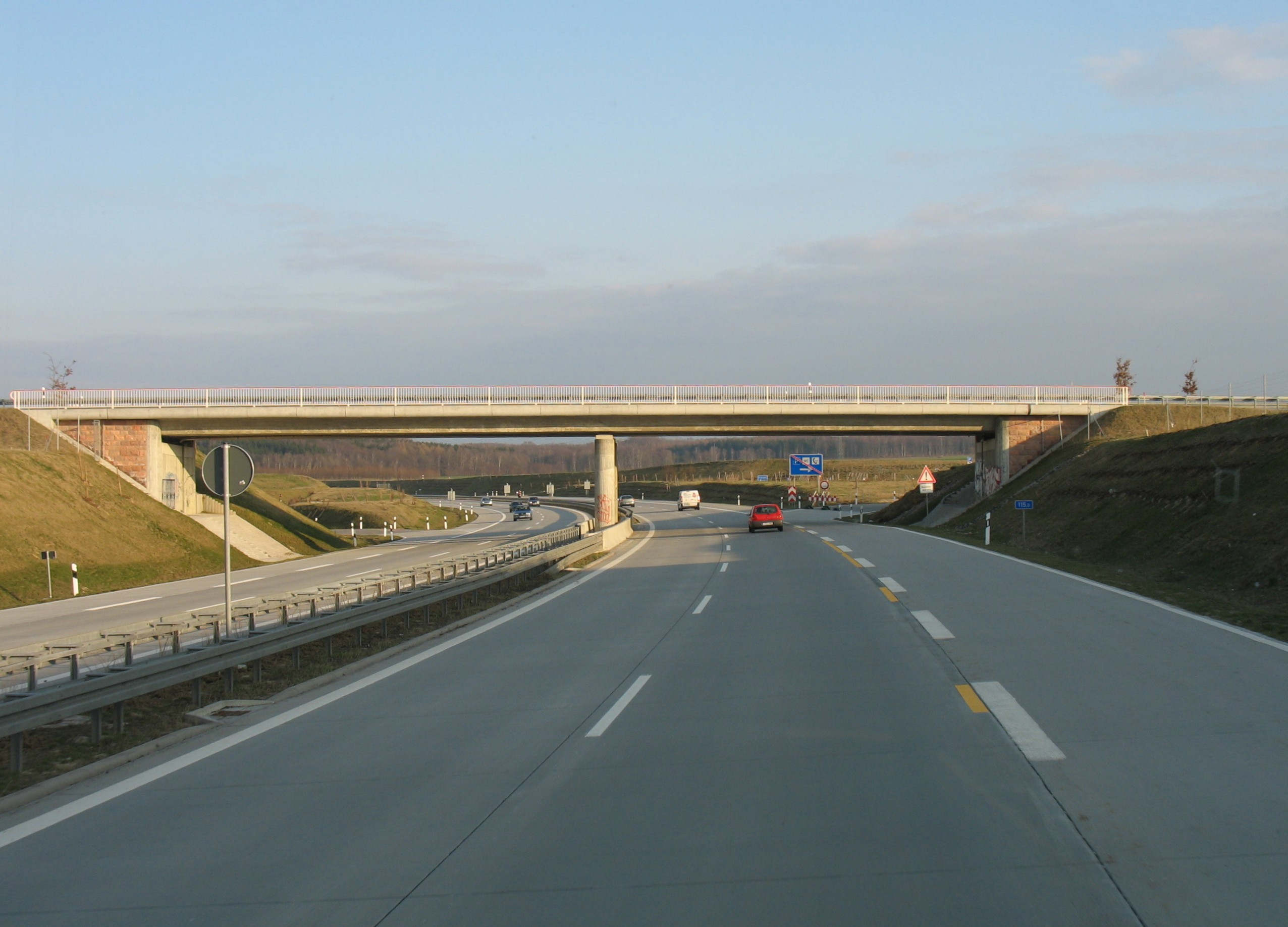
A72 на північ від Хемніца.